# A Celebration of Endings
A Celebration of Endings è l'ottavo album in studio del gruppo musicale scozzese Biffy Clyro, pubblicato nel 2020.

## Tracce
Testi e musiche di Simon Neil; eccetto dove indicato.
1. North of No South – 4:05
2. The Champ – 3:37
3. Weird Leisure – 4:08
4. Tiny Indoor Fireworks – 3:16
5. Worst Type of Best Possible – 3:50
6. Space – 3:56 (Simon Neil, Steve Mac)
7. End Of – 4:37
8. Instant History – 3:31 (Simon Neil, Steve Mac, Ammar Malik)
9. The Pink Limit – 3:55
10. Opaque – 4:07
11. Cop Syrup (Collector's Edition contains hidden track "Less is More") – 6:17

## Formazione
- Simon Neil – voce, chitarra
- James Johnston – basso, cori
- Ben Johnston – batteria, percussioni, cori